# Hyssuridae
Hyssuridae és una família de crustacis que pertany a l'ordre dels isòpodes.

## Gèneres
- Belura Poore & Lew Ton, 1988
- Galziniella Müller, 1991
- Hyssura Norman & Stebbing, 1886
- Kupellonura Barnard, 1925
- Neohyssura Amar, 1953
- Xenanthura Barnard, 1925